# Семак, Сергей Богданович
Серге́й Богда́нович Сема́к (род. 27 февраля 1976, Сычанское, Ворошиловградская область) — российский футболист и футбольный тренер. Главный тренер клуба «Зенит» с 29 мая 2018 года. Одиннадцатикратный чемпион России: пять раз как игрок и шесть раз — как тренер. Единственный футболист, ставший чемпионом России в составе трёх команд (ЦСКА, «Рубин», «Зенит»). Обладатель Кубка Франции. Бронзовый призёр чемпионата Европы 2008. Заслуженный мастер спорта (2005).

## Клубная карьера
Окончил основную 11-летнюю школу с золотой медалью. Воспитанник луганского училища олимпийского резерва. Первый тренер — Валерий Васильевич Белокобыльский.

### «Асмарал»
По окончании училища был приглашён в «Асмарал». Первую игру в высшей лиге провёл только в 1993 году, дебютировав в игре против «Жемчужины». В первой же игре забил гол; на тот момент ему было 17 лет 253 дня.

### ЦСКА
Бо́льшую часть карьеры (10 лет) провёл за ЦСКА. В 19 лет получил капитанскую повязку. В ЦСКА Семака пригласил лично Александр Тарханов. При этом у Семака был действующий контракт с «Асмаралом», но ЦСКА не договорился с президентом клуба Аль-Халиди и просто призвал игрока в армию. По истечении срока службы (рядовой запаса) Семак должен был вернуться в «Асмарал» и отработать контракт. Сергей дебютировал за ЦСКА в игре против «Ференцвароша» на Кубок кубков (ЦСКА игру выиграл 2:1). Осенью 1996 года после матча первого раунда Кубка УЕФА против нидерландского «Фейеноорда» подписал с роттердамским клубом личный контракт, но клубы не смогли договориться о сумме трансфера. Зимой 1997 Семак вместе с Тархановым и рядом игроков перешёл в «Торпедо», но ни автозаводцы, ни президент московского «Динамо» Николай Толстых, также хотевший видеть Семака в своей команде, не сумели договориться с Аль-Халиди, и игрок вернулся в ЦСКА. Потом Семак мог уехать играть за испанский «Овьедо».

### «ПСЖ»
В 2003 году впервые стал чемпионом страны, постоянно играл в основном составе «армейцев». Но особенно яркой была игра Семака в Лиге чемпионов 2004/2005, когда 29 сентября 2004 в домашнем матче против «Пари Сен-Жермен» он забил гол и заработал пенальти, а 7 декабря в гостевом матче против этой же команды оформил хет-трик (победа ЦСКА в этом матче позволила команде занять 3-е место в группе и выйти в кубок УЕФА, который команда выиграла).
В конце января 2005 года Семак подписал контракт с «ПСЖ» до 2007 года, клуб заплатил 3,6 млн долларов. Дебютировал 30 января в матче против «Монако» (0:2). Единственный гол забил 22 апреля в ворота «Ниццы» (3:1), сделав на 84-й минуте счёт 3:0. В сезонах 2004/05 и 2005/06 провёл за «ПСЖ» по 13 игр и в феврале 2006 в связи с отсутствием гарантии места в стартовом составе покинул клуб, перейдя в «Москву». Уже выступая за «Москву» стал обладателем Кубка Франции в сезоне 2005/06 сыграв два матча по 45 минут в каждом.
В феврале 2012 года был представлен лицом французской мужской одежды Daniel Hechter, основатель которой Даниель Эштер был также одним из основателей «Пари Сен-Жермен».

### «Москва»
14 февраля 2006 года подписал трёхлетний контракт с ФК «Москва». Дебютировал за клуб 5 марта в матче 1/8 Кубка России против «Торпедо» М (2:1).
22 апреля 2007 года в ворота ЦСКА забил сотый гол в матчах на высшем уровне и стал членом «Клуба 100» газеты «Спорт-Экспресс»; также входит в Клуб Григория Федотова.

### «Рубин»
В конце января 2008 года перешёл в казанский «Рубин», с которым подписал трёхлетний контракт. На сезон-2008 Семак был выбран капитаном команды. 16 марта дебютировал в составе казанцев в матче 1-го тура чемпионата России с «Локомотивом», завершившимся победой 1:0. Свой первый мяч за «Рубин» забил в матче 3-го тура с «Зенитом», завершившемся неожиданной победой 3:1 — эта игра стала для Семака 350-й в высшей лиге чемпионата России.
4 ноября 2009 года во время домашнего матча «Рубина» с «Барселоной» в рамках группового этапа Лиги чемпионов, окончившегося нулевой ничьей, у Семака родилась дочь Варвара.
В декабре 2009 года продлил контракт с «Рубином» до 2012 года.

### «Зенит»
6 августа 2010 года Семак перешёл в петербургский «Зенит», подписав контракт на 2,5 года; сумма трансфера составила 2 млн евро. Ещё 500 тыс. евро «Зенит» заплатил бы в случае выхода Семака в матче второго круга против «Рубина», но этого не произошло.
В марте 2011 года в матче с ЦСКА получил перелом плюсневой кости. В июле произошёл рецидив травмы.
В высшем дивизионе чемпионата России сыграл 455 матчей (второе место среди всех игроков в истории), забил 102 мяча. Сотый мяч был забит 6 мая 2012 года в составе «Зенита» в матче против московского «Спартака».

## Карьера в сборной
С 1993 года выступал за юношескую сборную 1975 года рождения. Участник чемпионата Европы 1994 (юноши до 18 лет) — провёл все 4 матча, занял с командой 5 место. Вместе с молодёжной сборной занял третье место в отборочном турнире на чемпионат Европы 1996 и Олимпийские игры в Атланте.
В основной сборной Семак дебютировал 15 ноября 1997 года в ответном стыковом матче отборочного турнира к чемпионату мира 1998 года против Италии. На 66-й минуте он заменил Владислава Радимова, однако ход игры изменить не смог — Россия проиграла со счётом 0:1, не создав ни единого момента, и осталась без чемпионата мира. Тем не менее, по оценке главного тренера российской сборной Бориса Игнатьева, Семак не испортил впечатления от своей игры.
Семак вызывался в расположение сборной при Анатолии Бышовце и играл за команду, однако матч с Исландией пропустил из-за простуды.
Семак был одним из тех, кто выходил на поле стадиона «Стад де Франс» 5 июня 1999 года в матче против Франции, в котором россияне одержали сенсационную победу со счётом 3:2 над действовавшими чемпионами мира. Однако он запомнился, прежде всего, собственной ошибкой при штрафном в исполнении Эммануэля Пети, после которого французы сравняли счёт 1:1 — после удара Пети мяч рикошетом от ноги Семака залетел в ворота России.
Первый гол Семак забил 6 июля 2001 года в своём 25-м матче в ворота сборной Люксембурга (2:1). 16 октября 2002 забил два гола в ворота Албании (4:1). Был в заявке на чемпионате мира 2002 года, но не провёл ни одного матча. Свой последний, четвёртый мяч за сборную забил 20 августа 2003 года Израилю, после этого почти два года не вызывался в команду и следующий матч сыграл 8 июня 2005 года против Германии (2:2).
23 мая 2008 года после очередного двухлетнего перерыва вернулся в сборную России: на матче против Казахстана Семак был капитаном команды. Продолжил выполнять эту функцию и на чемпионате Европы, хотя не провёл ни одного матча в отборочном турнире. 14 июня в матче 2-го тура группового турнира отметился голевой передачей. 21 июня 2008 года матч 1/4 финала чемпионата Европы Нидерланды — Россия (1:3) стал для Семака 50-м в национальной команде, в этом матче он также отметился голевой передачей.
Последнюю игру сыграл 3 марта 2010 года против сборной Венгрии.
В августе 2010 года новый главный тренер сборной России Дик Адвокат сообщил, что невызов Семака в сборную связан с тем, что ему уже 34 года, а в 2012 — 36; поэтому ставка будет делаться на других футболистов.
Семак не попал в заявку на чемпионат Европы 2012 года, так как в полузащите собралось достаточное количество опытных игроков.
В августе 2012 года попал в предварительный список игроков сборной для подготовки к матчам отборочного цикла чемпионата мира 2014 года, но за сборную больше не сыграл ни одного матча.

## Тренерская карьера

### «Зенит»
19 апреля 2013 года Семак заявил, что его контракт, истекающий 31 мая, по договорённости с «Зенитом» продлён не будет. По окончании сезона продолжил карьеру в тренерском штабе клуба в качестве помощника Лучано Спаллетти. Соглашение было рассчитано на три года. 11 марта 2014 года был назначен исполняющим обязанности главного тренера «Зенита» после увольнения Спаллетти. Под его руководством команда провела два матча — 15 марта в 21-м туре чемпионата России проиграла в гостях ЦСКА 0:1, а 19 марта выиграла в ответном матче 1/8 финала Лиги чемпионов у дортмундской «Боруссии» в гостях 2:1. 20 марта уступил место Андре Виллашу-Боашу, оставшись в его штабе. В сентябре — октябре 2015 руководил «Зенитом» в шести матчах чемпионата России в связи с дисквалификацией Виллаш-Боаша. После ухода португальца продолжил работать в штабе Мирчи Луческу, однако неоднократно выражал желание начать самостоятельную тренерскую работу.

### Сборная России
31 августа 2014 вместе с Игорем Симутенковым вошёл в тренерский штаб сборной России во главе с Фабио Капелло. После ухода Капелло из сборной Семак сохранил свой пост в тренерском штабе Леонида Слуцкого, в качестве тренера принимал участие в Евро-2016. После того как сборную возглавил Станислав Черчесов, 29 августа 2016 года покинул тренерский штаб команды. По мнению Семака, Слуцкий в 2016 году на чемпионате Европы пошёл на риск, который в итоге себя не оправдал и привёл к вылету сборной с турнира.

### «Уфа»
30 декабря 2016 года «Уфа» объявила о назначении Семака на пост главного тренера. Соглашение было рассчитано на полтора года. Сезон 2017/18 команда завершила на 6-м месте, что стало лучшим результатом в истории команды и позволило ей впервые в истории квалифицироваться в Лигу Европы. 29 мая 2018 года «Уфа» объявила о досрочном расторжении контракта с Семаком по обоюдному согласию сторон.

### Возвращение в «Зенит»
29 мая 2018 года было объявлено о назначении Семака главным тренером «Зенита». Контракт был подписан на два года с возможностью продления на один год. В первом же сезоне привёл клуб к чемпионству, которое было завоёвано за три тура до окончания сезона. В следующем сезоне Семак сумел повторить этот успех, не только отстояв чемпионский титул, но и присовокупив к нему победу в Кубке России (в финале со счётом 1:0 были обыграны «Химки»), выиграв таким образом второй в истории клуба «золотой дубль». 2 мая 2021 года Семак привёл «Зенит» к третьему подряд чемпионству, которое было оформлено досрочно за два тура до конца турнира, после победы над «Локомотивом» со счётом 6:1. Через год домашний выигрыш у «Локомотива» 3:1 принёс команде Семака четвёртый титул. 7 мая 2023 года домашняя победа над московским «Спартаком» со счётом 3:2 позволила «Зениту» завоевать пятое чемпионство подряд и вторую звезду на эмблему клуба за четыре тура до конца чемпионата.
В то же время в еврокубках под руководством Семака «Зенит» выступал неудачно. В Лиге чемпионов клуб на протяжении двух сезонов занимал последнее место в группе, причём осенью 2020 года сумел набрать лишь одно очко в матчах против «Боруссии», «Лацио» и «Брюгге». Одержав на групповом этапе Лиги чемпионов 2021/22 одну победу, «Зенит» перешёл в стыковые матчи Лиги Европы, где уступил испанскому «Реал Бетис» 2:3, 0:0.
15 июля 2023 года «Зенит» победил ЦСКА по пенальти в матче за Суперкубок России, а Семак стал самым титулованным тренером в истории петербургского клуба — 10 трофеев.
22 июля 2023 года после выигранного матча чемпионата против «Пари НН» стал рекордсменом в истории «Зенита» по числу побед в качестве главного тренера клуба — 126 побед.

## Семья
Отец — Богдан Михайлович (играл за сборную Луганской области на первенство Украины), мать — Валентина Фёдоровна.
Имеет четверых братьев. Двое из них — бывшие футболисты. Андрей (Andrei Semak; род. 9 декабря 1974) выступал за «Кубань» (1998), «Витязь» Крымск (1999—2001, 2003—2004), «Славянск» (2002—2003), «Алекс» Витязево (2007), ФК «Абинск» (2008—2009). Николай (род. 7 ноября 1986) играл за «Реутов» (2005—2006), «Истру» (2007—2008), «Нику» Москва (2009), «Олимп» Фрязино (2010), с 2011 года — в братии Антониево-Дымского монастыря, в 2015 году принял монашеский постриг с именем Александр.
Первая жена — Светлана (встречался с 18 лет, жили вместе 12 лет, развелись в конце 2007), сын Илья остался с матерью, окончил факультет социологии МГУ.
Вторая жена — Анна (с 11 сентября 2008), для неё это третий брак. Анна Лапаева родилась в Калинине в начале 1980-х годов. Дети — Семён (внебрачный; по состоянию на конец 2012 года учился в Академии ФК «Зенит», по состоянию на 2019 год занимался фитнесом и боксом), Иван, Майя (род. 2000; по состоянию на конец 2012 года занималась конным спортом) — дочь Анны от первого брака (1998—2001) с Алексеем Корзиным, сыном мэра Твери Александра Корзина.
4 ноября 2009 года родилась дочь Варвара (сестра-близнец не родилась). 6 апреля 2011 года родился сын Савва. 22 февраля 2013 года родилась дочь Илария. В июле 2016 года супруги удочерили девочку-инвалида Татьяну.
Внучки Ева (родители — Майя Семак и Евгений), род. 5 июля 2020 года, в день второго чемпионства «Зенита» под руководством Семака, Аврора, род. 8 мая 2024 года (родная внучка Сергея Семака, родители - Илья и Мария Семак), , Паулина (род. 15 мая 2024 года).

## Вне футбола
- В 2007 году снялся в телесериале «Папины дочки».
- «Лицо» игры FIFA 11 в России[59].
- По состоянию на 2015 год — стопроцентный собственник краснодарской компании «Назарис», которая занимается производством круп и специализируется на скупке и переработке риса; бенефициарный владелец московской компании «Лимо Клуб», специализирующейся на прокате свадебных лимузинов[60].
- Сопредседатель предвыборного штаба Александра Беглова на выборах губернатора Санкт-Петербурга (2019)[61].
- Один из учредителей ресторана «Сад» в Санкт-Петербурге[62].
- Учредитель фонда «Зелёный Петербург»[63][64].
- На средства Сергея Семака и его семьи построен православный храм в деревне Прилук Пинежского района Архангельской области[65].

## Статистика

### Клубная
| Клуб              | Сезон            | Лига | Лига | Кубки | Кубки | Еврокубки | Еврокубки | Другое | Другое | Итого | Итого |
| Клуб              | Сезон            | Игры | Голы | Игры  | Голы  | Игры      | Голы      | Игры   | Голы   | Игры  | Голы  |
| ----------------- | ---------------- | ---- | ---- | ----- | ----- | --------- | --------- | ------ | ------ | ----- | ----- |
| Асмарал           | 1993             | 8    | 1    | 1     | 0     | -         | -         | -      | -      | 9     | 1     |
| Асмарал           | Итого            | 8    | 1    | 1     | 0     | 0         | 0         | 0      | 0      | 9     | 1     |
| Пресня/ Асмарал-д | 1992             | 19   | 4    | 0     | 0     | -         | -         | -      | -      | 19    | 4     |
| Пресня/ Асмарал-д | 1993             | 22   | 3    | 2     | 3     | -         | -         | -      | -      | 24    | 6     |
| Пресня/ Асмарал-д | 1994             | 4    | 2    | -     | -     | -         | -         | -      | -      | 4     | 2     |
| Пресня/ Асмарал-д | Итого            | 45   | 9    | 2     | 3     | 0         | 0         | 0      | 0      | 47    | 12    |
| ЦСКА-д            | 1994             | 2    | 1    | -     | -     | -         | -         | -      | -      | 2     | 1     |
| ЦСКА-д            | Итого            | 2    | 1    | 0     | 0     | 0         | 0         | 0      | 0      | 2     | 1     |
| ЦСКА              | 1994             | 5    | 1    | 2     | 1     | 1         | 0         | -      | -      | 8     | 2     |
| ЦСКА              | 1995             | 22   | 4    | 1     | 1     | -         | -         | -      | -      | 23    | 5     |
| ЦСКА              | 1996             | 31   | 6    | 1     | 0     | 4         | 0         | -      | -      | 36    | 6     |
| ЦСКА              | 1997             | 32   | 5    | 2     | 1     | -         | -         | -      | -      | 34    | 6     |
| ЦСКА              | 1998             | 29   | 9    | 3     | 0     | -         | -         | -      | -      | 32    | 9     |
| ЦСКА              | 1999             | 29   | 12   | 4     | 1     | 2         | 0         | -      | -      | 35    | 13    |
| ЦСКА              | 2000             | 30   | 8    | 5     | 0     | 2         | 0         | -      | -      | 37    | 8     |
| ЦСКА              | 2001             | 26   | 5    | 0     | 0     | -         | -         | -      | -      | 26    | 5     |
| ЦСКА              | 2002             | 24   | 6    | 3     | 2     | 2         | 2         | -      | -      | 29    | 10    |
| ЦСКА              | 2003             | 24   | 7    | 0     | 0     | 0         | 0         | 0      | 0      | 24    | 7     |
| ЦСКА              | 2004             | 30   | 5    | 4     | 0     | 10        | 4         | 1      | 1      | 45    | 10    |
| ЦСКА              | Итого            | 282  | 68   | 25    | 6     | 21        | 6         | 1      | 1      | 329   | 81    |
| Пари Сен-Жермен   | 2004/05          | 13   | 1    | 1     | 0     | -         | -         | -      | -      | 14    | 1     |
| Пари Сен-Жермен   | 2005/06          | 13   | 0    | 2     | 0     | -         | -         | 2      | 0      | 17    | 0     |
| Пари Сен-Жермен   | Итого            | 26   | 1    | 3     | 0     | 0         | 0         | 2      | 0      | 31    | 1     |
| Москва            | 2006             | 28   | 7    | 3     | 0     | 4         | 0         | -      | -      | 35    | 7     |
| Москва            | 2007             | 29   | 5    | 9     | 3     | -         | -         | -      | -      | 38    | 8     |
| Москва            | Итого            | 57   | 12   | 12    | 3     | 4         | 0         | 0      | 0      | 73    | 15    |
| Рубин             | 2008             | 27   | 5    | 0     | 0     | -         | -         | -      | -      | 27    | 5     |
| Рубин             | 2009             | 26   | 6    | 2     | 0     | 6         | 0         | 1      | 0      | 35    | 6     |
| Рубин             | 2010             | 8    | 1    | 0     | 0     | 2         | 1         | 0      | 0      | 10    | 2     |
| Рубин             | Итого            | 61   | 12   | 2     | 0     | 8         | 1         | 1      | 0      | 72    | 13    |
| Зенит             | 2010             | 12   | 2    | 0     | 0     | 5         | 0         | -      | -      | 17    | 2     |
| Зенит             | 2011/12          | 20   | 5    | 2     | 0     | 7         | 2         | 1      | 0      | 30    | 7     |
| Зенит             | 2012/13          | 16   | 2    | 2     | 1     | 6         | 1         | 1      | 0      | 25    | 4     |
| Зенит             | Итого            | 48   | 9    | 4     | 1     | 18        | 3         | 2      | 0      | 72    | 13    |
| Всего за карьеру  | Всего за карьеру | 529  | 113  | 49    | 13    | 51        | 10        | 6      | 1      | 635   | 137   |

### В сборной
| Матчи и голы Семака за сборную России | Матчи и голы Семака за сборную России | Матчи и голы Семака за сборную России | Матчи и голы Семака за сборную России | Матчи и голы Семака за сборную России | Матчи и голы Семака за сборную России |
| №                                     | Дата                                  | Оппонент                              | Счёт                                  | Голы Семака                           | Соревнование                          |
| ------------------------------------- | ------------------------------------- | ------------------------------------- | ------------------------------------- | ------------------------------------- | ------------------------------------- |
| 1                                     | 15 ноября 1997                        | Италия                                | 0:1                                   | -                                     | Отборочные матчи ЧМ-1998              |
| 2                                     | 18 февраля 1998                       | Греция                                | 1:1                                   | -                                     | Товарищеский матч                     |
| 3                                     | 22 апреля 1998                        | Турция                                | 1:0                                   | -                                     | Товарищеский матч                     |
| 4                                     | 27 мая 1998                           | Польша                                | 1:3                                   | -                                     | Товарищеский матч                     |
| 5                                     | 30 мая 1998                           | Грузия                                | 1:1                                   | -                                     | Товарищеский матч                     |
| 6                                     | 19 августа 1998                       | Швеция                                | 0:1                                   | -                                     | Товарищеский матч                     |
| 7                                     | 5 сентября 1998                       | Украина                               | 2:3                                   | -                                     | Отборочные матчи ЧЕ-2000              |
| 8                                     | 23 сентября 1998                      | Испания                               | 0:1                                   | -                                     | Товарищеский матч                     |
| 9                                     | 10 октября 1998                       | Франция                               | 2:3                                   | -                                     | Отборочные матчи ЧЕ-2000              |
| 10                                    | 18 ноября 1998                        | Бразилия                              | 1:5                                   | -                                     | Товарищеский матч                     |
| 11                                    | 5 июня 1999                           | Франция                               | 3:2                                   | -                                     | Отборочные матчи ЧЕ-2000              |
| 12                                    | 9 июня 1999                           | Исландия                              | 1:0                                   | -                                     | Отборочные матчи ЧЕ-2000              |
| 13                                    | 18 августа 1999                       | Беларусь                              | 2:0                                   | -                                     | Товарищеский матч                     |
| 14                                    | 4 сентября 1999                       | Армения                               | 2:0                                   | -                                     | Отборочные матчи ЧЕ-2000              |
| 15                                    | 9 октября 1999                        | Украина                               | 1:1                                   | -                                     | Отборочные матчи ЧЕ-2000              |
| 16                                    | 23 февраля 2000                       | Израиль                               | 1:4                                   | -                                     | Товарищеский матч                     |
| 17                                    | 26 апреля 2000                        | США                                   | 2:0                                   | -                                     | Товарищеский матч                     |
| 18                                    | 31 мая 2000                           | Словакия                              | 1:1                                   | -                                     | Товарищеский матч                     |
| 19                                    | 4 июня 2000                           | Молдова                               | 1:0                                   | -                                     | Товарищеский матч                     |
| 20                                    | 16 августа 2000                       | Израиль                               | 1:0                                   | -                                     | Товарищеский матч                     |
| 21                                    | 2 сентября 2000                       | Швейцария                             | 1:0                                   | -                                     | Отборочные матчи ЧМ-2002              |
| 22                                    | 28 февраля 2001                       | Греция                                | 3:3                                   | -                                     | Товарищеский матч                     |
| 23                                    | 24 марта 2001                         | Словения                              | 1:1                                   | -                                     | Отборочные матчи ЧМ-2002              |
| 24                                    | 25 апреля 2001                        | Югославия                             | 1:0                                   | -                                     | Отборочные матчи ЧМ-2002              |
| 25                                    | 6 июня 2001                           | Люксембург                            | 2:1                                   | 1                                     | Отборочные матчи ЧМ-2002              |
| 26                                    | 15 августа 2001                       | Греция                                | 0:0                                   | -                                     | Товарищеский матч                     |
| 27                                    | 1 сентября 2001                       | Словения                              | 1:2                                   | -                                     | Отборочные матчи ЧМ-2002              |
| 28                                    | 5 сентября 2001                       | Фарерские острова                     | 3:0                                   | -                                     | Отборочные матчи ЧМ-2002              |
| 29                                    | 6 октября 2001                        | Швейцария                             | 4:0                                   | -                                     | Отборочные матчи ЧМ-2002              |
| 30                                    | 13 февраля 2002                       | Ирландия                              | 0:2                                   | -                                     | Товарищеский матч                     |
| 31                                    | 17 мая 2002                           | Беларусь                              | 1:1                                   | -                                     | Кубок LG                              |
| 32                                    | 21 августа 2002                       | Швеция                                | 1:1                                   | -                                     | Товарищеский матч                     |
| 33                                    | 7 сентября 2002                       | Ирландия                              | 4:2                                   | -                                     | Отборочные матчи ЧЕ-2004              |
| 34                                    | 16 октября 2002                       | Албания                               | 4:1                                   | 2                                     | Отборочные матчи ЧЕ-2004              |
| 35                                    | 29 марта 2003                         | Албания                               | 1:3                                   | -                                     | Отборочные матчи ЧЕ-2004              |
| 36                                    | 30 апреля 2003                        | Грузия                                | 0:1                                   | -                                     | Отборочные матчи ЧЕ-2004              |
| 37                                    | 7 июня 2003                           | Швейцария                             | 2:2                                   | -                                     | Отборочные матчи ЧЕ-2004              |
| 38                                    | 20 августа 2003                       | Израиль                               | 1:2                                   | 1                                     | Товарищеский матч                     |
| 39                                    | 8 июня 2005                           | Германия                              | 2:2                                   | -                                     | Товарищеский матч                     |
| 40                                    | 7 сентября 2005                       | Португалия                            | 0:0                                   | -                                     | Отборочные матчи ЧМ-2006              |
| 41                                    | 8 октября 2005                        | Люксембург                            | 5:1                                   | -                                     | Отборочные матчи ЧМ-2006              |
| 42                                    | 12 октября 2005                       | Словакия                              | 0:0                                   | -                                     | Отборочные матчи ЧМ-2006              |
| 43                                    | 27 мая 2006                           | Испания                               | 0:0                                   | -                                     | Товарищеский матч                     |
| 44                                    | 23 мая 2008                           | Казахстан                             | 6:0                                   | -                                     | Товарищеский матч                     |
| 45                                    | 28 мая 2008                           | Сербия                                | 2:1                                   | -                                     | Товарищеский матч                     |
| 46                                    | 4 июня 2008                           | Литва                                 | 4:1                                   | -                                     | Товарищеский матч                     |
| 47                                    | 10 июня 2008                          | Испания                               | 1:4                                   | -                                     | Финальные матчи ЧЕ-2008               |
| 48                                    | 14 июня 2008                          | Греция                                | 1:0                                   | -                                     | Финальные матчи ЧЕ-2008               |
| 49                                    | 18 июня 2008                          | Швеция                                | 2:0                                   | -                                     | Финальные матчи ЧЕ-2008               |
| 50                                    | 21 июня 2008                          | Нидерланды                            | 3:1                                   | -                                     | Финальные матчи ЧЕ-2008               |
| 51                                    | 26 июня 2008                          | Испания                               | 0:3                                   | -                                     | Финальные матчи ЧЕ-2008               |
| 52                                    | 20 августа 2008                       | Нидерланды                            | 1:1                                   | -                                     | Товарищеский матч                     |
| 53                                    | 10 сентября 2008                      | Уэльс                                 | 2:1                                   | -                                     | Отборочные матчи ЧМ-2010              |
| 54                                    | 11 октября 2008                       | Германия                              | 1:2                                   | -                                     | Отборочные матчи ЧМ-2010              |
| 55                                    | 15 октября 2008                       | Финляндия                             | 3:0                                   | -                                     | Отборочные матчи ЧМ-2010              |
| 56                                    | 28 марта 2009                         | Азербайджан                           | 2:0                                   | -                                     | Отборочные матчи ЧМ-2010              |
| 57                                    | 1 апреля 2009                         | Лихтенштейн                           | 1:0                                   | -                                     | Отборочные матчи ЧМ-2010              |
| 58                                    | 10 июня 2009                          | Финляндия                             | 3:0                                   | -                                     | Отборочные матчи ЧМ-2010              |
| 59                                    | 12 августа 2009                       | Аргентина                             | 2:3                                   | -                                     | Товарищеский матч                     |
| 60                                    | 5 сентября 2009                       | Лихтенштейн                           | 3:0                                   | -                                     | Отборочные матчи ЧМ-2010              |
| 61                                    | 9 сентября 2009                       | Уэльс                                 | 3:1                                   | -                                     | Отборочные матчи ЧМ-2010              |
| 62                                    | 14 октября 2009                       | Азербайджан                           | 1:1                                   | -                                     | Отборочные матчи ЧМ-2010              |
| 63                                    | 14 ноября 2009                        | Словения                              | 2:1                                   | -                                     | Отборочные матчи ЧМ-2010              |
| 64                                    | 18 ноября 2009                        | Словения                              | 0:1                                   | -                                     | Отборочные матчи ЧМ-2010              |
| 65                                    | 3 марта 2010                          | Венгрия                               | 1:1                                   | -                                     | Товарищеский матч                     |

## Статистика в качестве главного тренера
| Клуб        | Страна | Начало работы   | Окончание работы | Результаты | Результаты | Результаты | Результаты | Результаты | Результаты | Результаты | Результаты |
| Клуб        | Страна | Начало работы   | Окончание работы | И          | В          | Н          | П          | ГЗ         | ГП         | РМ         | В %        |
| ----------- | ------ | --------------- | ---------------- | ---------- | ---------- | ---------- | ---------- | ---------- | ---------- | ---------- | ---------- |
| Зенит (СПб) | Россия | 11 марта 2014   | 20 марта 2014    | 2          | 1          | 0          | 1          | 2          | 2          | +0         | 050,00     |
| Уфа         | Россия | 30 декабря 2016 | 29 мая 2018      | 46         | 17         | 13         | 16         | 47         | 48         | −1         | 036,96     |
| Зенит (СПб) | Россия | 29 мая 2018     | —                | 300        | 182        | 64         | 54         | 595        | 266        | +329       | 060,67     |
| Всего       | Всего  | Всего           | Всего            | 348        | 200        | 77         | 71         | 644        | 316        | +328       | 057,47     |

## Достижения в качестве игрока
Командные
ЦСКА
- Чемпион России: 2003
- Серебряный призёр чемпионата России (3): 1998, 2002, 2004
- Бронзовый призёр чемпионата России: 1999
- Обладатель Кубка России: 2001/02
- Обладатель Суперкубка России: 2004
- Итого: 3 трофея

«Рубин»
- Чемпион России (2): 2008, 2009
- Итого: 2 трофея

«Зенит»
- Чемпион России (2): 2010, 2011/12
- Серебряный призёр чемпионата России: 2012/13
- Обладатель Суперкубка России: 2011
- Итого: 3 трофея

Сборная России
- Бронзовый призёр чемпионата Европы: 2008

### Личные
- В списках 33 лучших футболистов чемпионата России (8): № 1 — 1998, 1999, 2000, 2001, 2002, 2009; № 2 — 2008; № 3 — 1997
- В рамках премии «Золотая подкова» дважды получал «Золотую подкову» (2002, 2004) и один раз — «Бронзовую подкову» (2003)
- Член Клуба 100 российских бомбардиров (2007)
- Член Клуба Григория Федотова (2007)
- Член Клуба Игоря Нетто (2008)
- Заслуженный мастер спорта (2005)
- Жюри конкурса «Чемпионату России по футболу — 20 лет» наряду с Игорем Денисовым признан лучшим опорным полузащитником российских чемпионатов 1992—2012 годов[70]
- Почётный знак «За особый вклад в развитие Санкт-Петербурга» (6 декабря 2023 года) — за особые заслуги перед Санкт-Петербургом в профессиональной или общественной деятельности[71]

## Достижения в качестве тренера
Командные
«Зенит»
- Чемпион России (6): 2018/19, 2019/20, 2020/21, 2021/22, 2022/23, 2023/24
- Серебряный призёр чемпионата России: 2024/25
- Обладатель Кубка России (2): 2019/20, 2023/24
- Обладатель Суперкубка России (5): 2020, 2021, 2022, 2023, 2024
- Итого: 13 трофеев

Личные
- «Лучший тренер года» (РФС) (5): 2018/19[72], 2019/20[73], 2020/21, 2021/22, 2022/23